# Nemčavci
Nemčavci este o localitate din comuna Murska Sobota, Slovenia, cu o populație de 267 de locuitori.